# NHK第二套广播
NHK第二套广播（日语：ラジオ第2），簡稱第二套广播（ラジオ第2）、R2，為日本广播協會（NHK）的調幅廣播電台之一，實行全國同步播出。播音时间为日本时间每天6:00至次日凌晨0:40（周日播音结束时间为0:35）。同NHK教育頻道一樣，該廣播頻率以播出教育類節目為主。主要節目為語学節目和高校講座，还会播出日本国际广播电台制作的外语节目及详尽气象信息和股市行情，其中股市行情（株式市況）为世界上现存最古老的广播节目（1925年3月23日开播，最初在第一套广播播出）。開始播音于1931年。自1980年代后，一直都有廢除該頻率的呼聲。

## 各地頻率
- 廣域關東圈：693 kHz（NHK廣播電視中心）
- 近畿廣域圈、德島縣、三重縣伊賀地方： 828 kHz（NHK大阪广播电视台）
- 靜岡：639kHz
- 津南、高田：1539 kHz
- 仙台：1089 kHz
- 新潟：1593 kHz
- 靜岡
  - 靜岡市：639 kHz
  - 濱松：1521 kHz
- 山形、青森：1521 kHz
- 熊本：873 kHz
- 鹿儿岛：1386kHz
- 沖繩縣
  - 那霸：1125 kHz
  - 宮古島：1602 kHz
  - 石垣：1521 kHz
  - 竹富町：83.1 MHz（祖納電視中継局（日语：祖納テレビ中継局））

## 外部鏈結
- NHK電台服務入口網站（页面存档备份，存于）